# Tribunal Administrativo e Fiscal de Braga
O Tribunal Administrativo e Fiscal de Braga é um tribunal português, sediado em Braga, pertencente à jurisdição administrativa e tributária.
Este tribunal tem jurisdição sobre os seguintes municípios:
| - Distrito de Braga: - Braga (sede) - Amares‎ - Barcelos‎ - Cabeceiras de Basto‎ - Celorico de Basto‎ - Esposende‎ - Fafe‎ - Guimarães‎ - Póvoa de Lanhoso‎ - Terras de Bouro‎ - Vieira do Minho‎ - Vila Nova de Famalicão‎ - Vila Verde‎ - Vizela | - Distrito de Viana do Castelo: - Viana do Castelo - Arcos de Valdevez - Caminha - Melgaço - Monção - Paredes de Coura - Ponte da Barca - Ponte de Lima - Valença - Vila Nova de Cerveira |

O Tribunal Administrativo e Fiscal de Braga está integrado na área de jurisdição do Tribunal Central Administrativo Sul.